# Comté de Huron (Ontario)
Pour les articles homonymes, voir Comté de Huron.

Localisation du comté de Huron

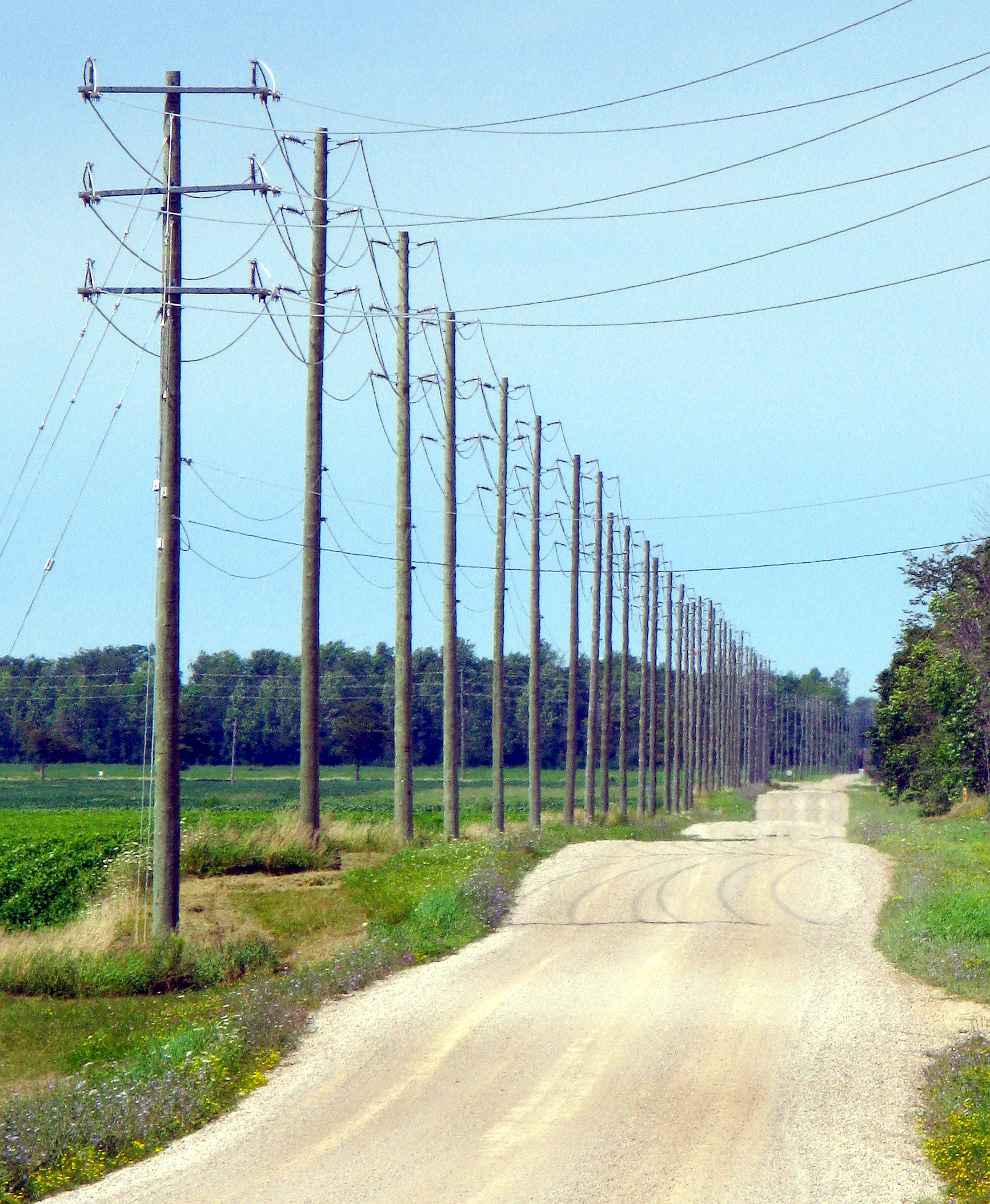
Ligne de Huron, près de Goderich (Ontario).

Le comté de Huron est un comté de l'Ontario au Canada. Il est situé au sud-est du lac Huron. Le siège du comté est Goderich.